# هری سیندن
هری سیندن (انگلیسی: Harry Sinden؛ زادهٔ ۱۴ سپتامبر ۱۹۳۲) بازیکن هاکی روی یخ اهل کانادا است.
وی همچنین برندهٔ جوایزی همچون تالار افتخارات هاکی و جام استنلی شده‌است.